# جسر خشتي (رودسر)
جسر خشتي (بالفارسية: پل خشتی) هو جسر تاريخي يعود إلى عصر السلالة الصفوية، ويقع في رودسر.